# Trauaxa lua
Trauaxa lua är en fjärilsart som beskrevs av Druce 1890. Trauaxa lua ingår i släktet Trauaxa och familjen nattflyn. Inga underarter finns listade i Catalogue of Life.